# Avianca Argentina

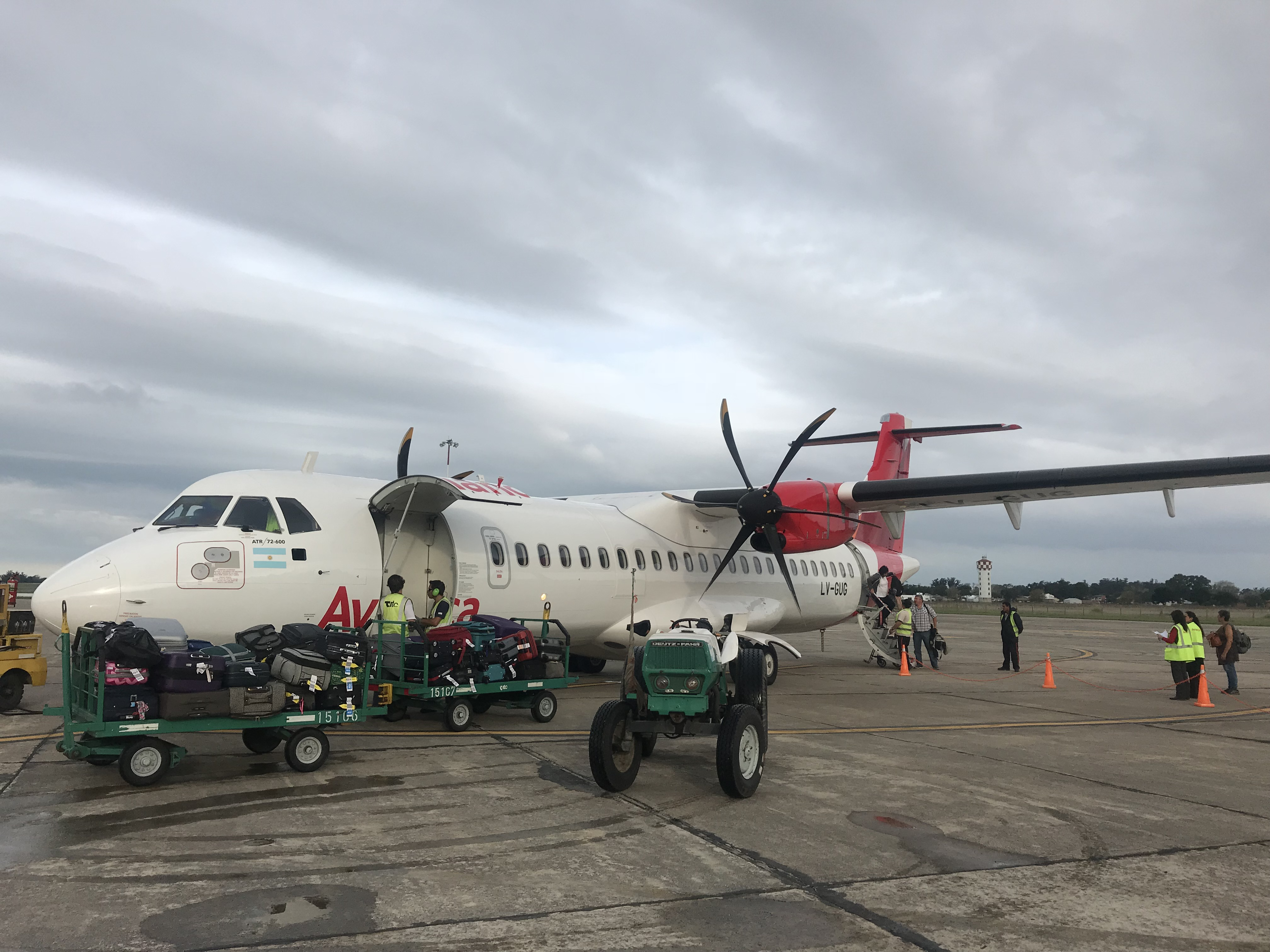
Eine ATR 72-600 der Avianca Argentina auf dem Internationalen Flughafen Astor Piazzolla, Mar del Plata

Avian Lineas Aereas S.A. war eine argentinische Regionalfluggesellschaft mit Sitz in San Miguel de Tucumán in der Provinz Tucumán die mit einem Markennutzungsvertrag als Avianca Argentina flog.

## Geschichte
Die südamerikanische Synergy Group erwarb die argentinische Macair Jet im Jahr 2016 und führte seither die Fluggesellschaft unter dem Namen Avian Lineas Aereas S.A. als unabhängiges Tochterunternehmen und somit nur indirekt als Bestandteil der Avianca Holdings. Seit Frühjahr 2019 droht ihr ebenfalls Berichten zufolge das gleiche Schicksal wie der sogenannten Avianca Brasil.

## Flugziele
Mit zwei Flugzeugen vom Typ ATR 72 wurden seit dem 21. November 2017 drei Flugziele angeflogen: Rosario, Mar del Plata und Buenos Aires. Noch 2018 sollen zehn weitere ATRs dazukommen um das Streckennetz zu erweitern: Santa Fe, Puerto Madryn, Viedma, Río Cuarto, San Luis, Santa Rosa, Bahía Blanca, Concordia, Paso de los Libres, Sunchales, Reconquista, Tandil, Villa María, Córdoba sowie international Montevideo, Asunción und Porto Alegre.

## Flotte
Mit Stand Dezember 2018 bestand die Flotte der Avianca Argentina aus drei Flugzeugen. Beide ATR 72 kamen im Januar bzw. März 2017 und der Airbus A320 im Oktober 2018 nach Argentinien während die fest bestellten restlichen 9 Maschinen in hoher Frequenz ab Frühjahr 2018 ausgeliefert werden sollen.
| Flugzeugtyp     | Anzahl | bestellt | Anmerkungen                                           | Sitzplätze |
| --------------- | ------ | -------- | ----------------------------------------------------- | ---------- |
| ATR 72-600      | 2      | 3        | Erstauslieferung Januar/März 2017; der Rest noch 2018 | 072        |
| Airbus A320-200 | 1      |          | Erstauslieferung Oktober 2018                         | 162        |
| Gesamt          | 3      | 3        |                                                       |            |